# Moka (Hiiumaa)
Koordinaten: 58° 50′ N, 22° 45′ O
Moka ist ein Dorf (estnisch küla) in der Landgemeinde Hiiumaa (bis 2017: Landgemeinde Käina). Es liegt auf der zweitgrößten estnischen Insel Hiiumaa (deutsch Dagö).
Moka (deutsch Mokka) hat 23 Einwohner (Stand 31. Dezember 2011).